# 皮氏假鰓鱂
皮氏假鰓鱂，為輻鰭魚綱鯉齒目鰕鱂亞目鰕鱂科的其中一種，為熱帶淡水魚，分布於非洲莫三比克南部、中部及南非東北部淡水流域，體長可達5公分，棲息在季節性的水池、沼澤與溝渠底中層水域，生活習性不明，可作為觀賞魚。

## 擴展閱讀
維基物種上的相關：皮氏假鰓鱂